# Athetis fumicolor
Athetis fumicolor är en fjärilsart som beskrevs av Antonius Johannes Theodorus Janse 1940. Athetis fumicolor ingår i släktet Athetis och familjen nattflyn. Inga underarter finns listade i Catalogue of Life.